# Rank-Xerox-Haus

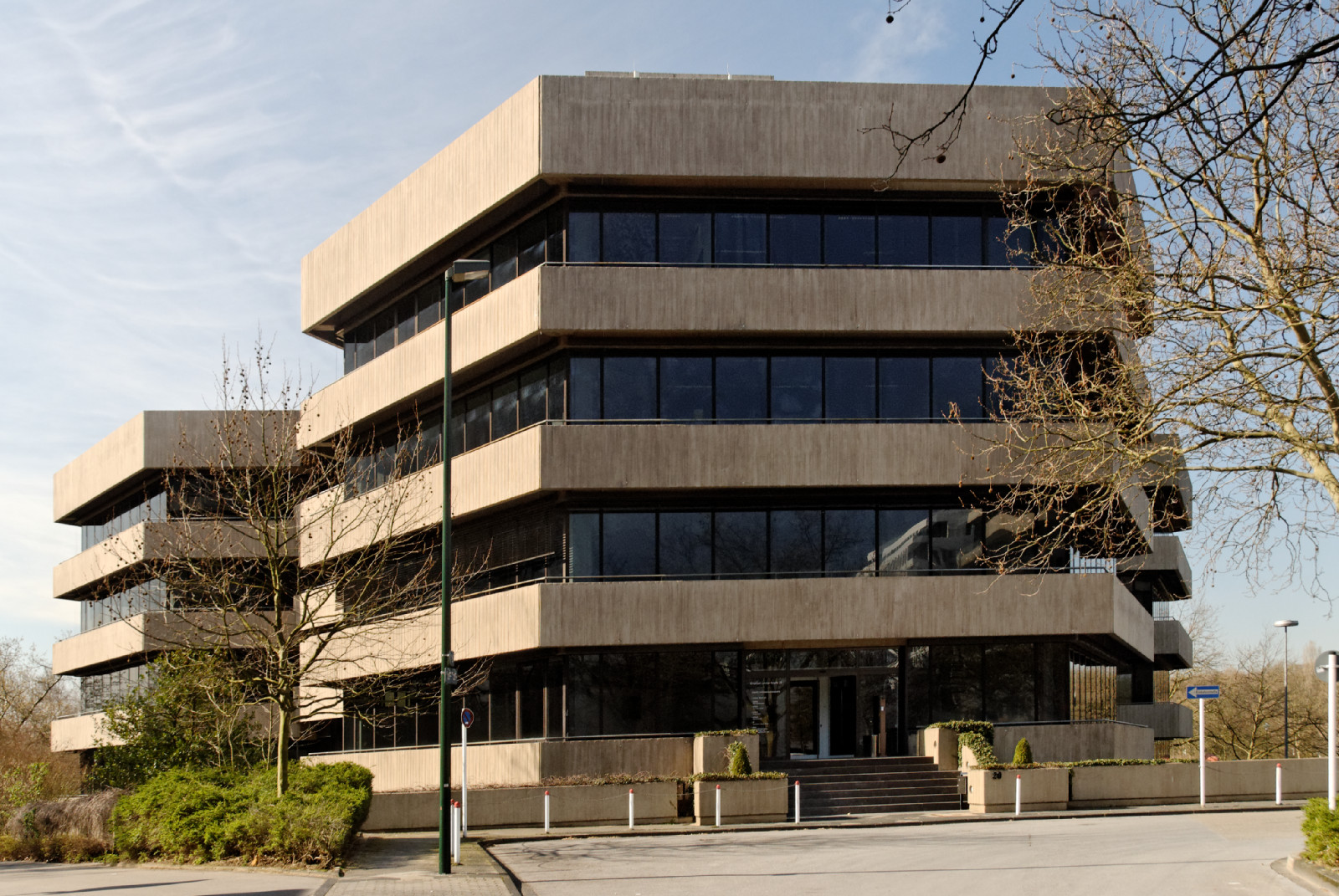
Rank-Xerox-Haus

Das Rank-Xerox-Haus befindet sich an der Emanuel-Leutze-Straße 20 im Düsseldorfer Stadtteil Lörick. Stilistisch wird es dem Beton-Brutalismus zugeordnet, prägende Elemente sind die Konstruktion aus Stahlbeton und die Fassadengliederung mit umlaufenden Fluchtbalkonen mit Sichtbetonbrüstungen und Stahlfensterbändern.
Bemerkenswert sind Grundriss und Baukörper: Ein sechseckiger Baukörper, in dem sich Treppe, Aufzüge, Sanitärräume und technische Anlagen befinden, bildet den Mittel- und Festpunkt. Um diesen gruppieren sich drei weitere sechseckige Baukörper. Diese sind jeweils um je ein Drittel der normalen Geschosshöhe versetzt. In diesen Sechsecken sind die Geschossebenen gegeneinander versetzt, die durch Treppen miteinander verbunden sind. Zwischen dem sechseckigen Bau im Mittelpunkt und den ihn umgebenden anderen sechseckigen Baukörpern befinden sich trapezförmige Räume, welche als Pausen- und Einzelräume verwendet werden. Der Bau wurde von Helmut Hentrich, Petschnigg & Partner von 1966 bis 1971 erbaut und 1972 mit der Plakette des Bundes Deutscher Architekten ausgezeichnet.
Das Rank-Xerox-Haus steht seit 1994 unter Denkmalschutz.